# Prima Divisione Lazio 1949-1950
La Prima Divisione fu il massimo campionato regionale di calcio disputato nel Lazio nella stagione 1949-1950.

Ebbe 54 squadre partecipanti.

## Girone A

### Squadre partecipanti
| Squadra                    | Città (provincia)          | Stagione precedente |
| -------------------------- | -------------------------- | ------------------- |
| G.C. A.T.A.C.              | Roma                       |                     |
| S.S. Braccianese           | Bracciano (Roma)           |                     |
| A.S. Fiamme Azzurre        | Roma                       |                     |
| G.S. Fiumicino             | Fiumicino (Roma)           |                     |
| A.S. Guidonia              | Guidonia Montecelio (Roma) |                     |
| S.S. Ludovisi              | Roma                       |                     |
| C.R.A.L. Az.Agr. Maccarese | Maccarese (Roma)           |                     |
| U.S. Palombara             | Palombara Sabina (Roma)    |                     |
| S.S. Romana Elettricità    | Roma                       |                     |
| C.S. Romano                | Roma                       |                     |
| Subiaco                    | Subiaco (Roma)             |                     |
| S.P. Tarquinia             | Tarquinia (VT)             |                     |
| TE.TI.                     | Roma                       |                     |
| A.S. Trasteverina          | Roma                       |                     |
| A.S. Tuscania              | Tuscania (VT)              |                     |
| A.S. Viterbo               | Viterbo                    |                     |
| S.S. Vivace                | Grottaferrata (Roma)       |                     |
| U.S. Zagarolo              | Zagarolo (Roma)            |                     |

### Classifica finale
|  | Pos. | Squadra            | Pt       | G  | V  | N | P  | GF | GS | DR  |
|  | ---- | ------------------ | -------- | -- | -- | - | -- | -- | -- | --- |
|  | 1.   | Fiamme Azzurre     | 46       | 30 | 20 | 6 | 4  | 64 | 30 | +34 |
|  | 1.   | ATAC               | 46       | 30 | 22 | 2 | 6  | 61 | 22 | +39 |
|  | 3.   | Vivace             | 42       | 30 | 19 | 4 | 7  | 55 | 26 | +29 |
|  | 4.   | Fiumicino (-1)     | 34       | 30 | 15 | 5 | 10 | 69 | 46 | +23 |
|  | 4.   | TE.TI.             | 34       | 30 | 16 | 2 | 12 | 50 | 44 | +6  |
|  | 6.   | Romana Elettricità | 33       | 30 | 14 | 5 | 11 | 64 | 39 | +25 |
|  | 7.   | Trasteverina       | 30       | 30 | 11 | 8 | 11 | 47 | 49 | -2  |
|  | 8.   | Subiaco (-1)       | 30       | 30 | 12 | 7 | 11 | 43 | 35 | +8  |
|  | 8.   | Tarquinia          | 30       | 30 | 13 | 4 | 13 | 42 | 61 | -19 |
|  | 10.  | Braccianese        | 29       | 30 | 12 | 5 | 13 | 51 | 43 | +8  |
|  | 11.  | Viterbese          | 26       | 30 | 10 | 6 | 14 | 56 | 65 | -9  |
|  | 12.  | Ludovisi (-1)      | 24       | 30 | 8  | 9 | 13 | 48 | 52 | -4  |
|  | 13.  | Guidonia (-1)      | 21       | 30 | 9  | 4 | 17 | 32 | 58 | -26 |
|  | 14.  | Maccarese          | 21       | 30 | 8  | 5 | 17 | 36 | 54 | -18 |
|  | 15.  | Tuscania           | 20       | 30 | 8  | 4 | 18 | 30 | 73 | -43 |
|  | 16.  | CS Romano (-2)     | 8        | 30 | 3  | 4 | 23 | 28 | 79 | -51 |
|  | --   | Zagarolo           | Ritirato |    |    |   |    |    |    |     |
|  | --   | Palombara          | Ritirato |    |    |   |    |    |    |     |

Legenda:
      Promosso in Promozione 1949-1950.
      Ammesso alle finali delle seconde.
      Ritirato dal campionato.
  Retrocesso e successivamente riammesso.
  Non iscritto la stagione successiva.
Regolamento:
Due punti a vittoria, uno a pareggio, zero a sconfitta.
Pari merito in caso di pari punti.
Note:
Fiumicino, Subiaco, Ludovisi e Guidonia hanno scontato 1 punto di penalizzazione in classifica per una rinuncia.
C.S. Romano ha scontato 2 punti di penalizzazione in classifica per due rinunce.
Palombara non reiscritta e radiata dai ruoli federali FIGC.

#### Spareggio promozione
|                | Risultati |                | Luogo e data         |
| -------------- | --------- | -------------- | -------------------- |
| A.T.A.C.       | 0-0 (dts) | Fiamme Azzurre | Roma, 18 giugno 1950 |
| A.T.A.C.       | 1-1       | Fiamme Azzurre | Roma, 22 giugno 1950 |
| Fiamme Azzurre | 2-1       | A.T.A.C.       | Roma, 25 giugno 1950 |
|                |           |                |                      |

## Girone B

### Squadre partecipanti
| Squadra                                  | Città (provincia)      | Stagione precedente |
| ---------------------------------------- | ---------------------- | ------------------- |
| A.S. Aurelia                             | Roma                   |                     |
| S.S. Centocelle                          | Roma                   |                     |
| S.S. Cynthia                             | Genzano di Roma (Roma) |                     |
| G.S. Az. F.A.T.M.E.                      | Roma                   |                     |
| S.p.a. Ing. F.Fiorentini e C. Sez.Calcio | Roma                   |                     |
| A.S. Fondana                             | Fondi (LT)             |                     |
| S.S. Francesco Di Biagio                 | Terracina (LT)         |                     |
| A.S. Frascati                            | Frascati (Roma)        |                     |
| Pol. Gaeta                               | Gaeta (LT)             |                     |
| S.S. Giammei Pantanella                  | Roma                   |                     |
| S.S. Humanitas                           | Roma                   |                     |
| S.S. Italia Nova                         | Roma                   |                     |
| Pol. Murialdalbano                       | Albano Laziale (Roma)  |                     |
| A.S. Nettuno                             | Nettuno (Roma)         |                     |
| A.S. Ostia Mare                          | Roma-Ostia             |                     |
| A.S. Priverno                            | Priverno (LT)          |                     |
| S.S. Romulea                             | Roma                   |                     |
| Pol. Trionfalminerva                     | Roma                   |                     |

### Classifica finale
|  | Pos. | Squadra                | Pt       | G  | V  | N  | P  | GF | GS | DR  |
|  | ---- | ---------------------- | -------- | -- | -- | -- | -- | -- | -- | --- |
|  | 1.   | Fondana                | 47       | 32 | 20 | 7  | 5  | 75 | 38 | +37 |
|  | 2.   | Romulea                | 43       | 32 | 16 | 11 | 5  | 66 | 37 | +29 |
|  | 2.   | Frascati               | 43       | 32 | 19 | 5  | 8  | 78 | 31 | +47 |
|  | 4.   | FATME                  | 42       | 32 | 15 | 12 | 5  | 62 | 35 | +27 |
|  | 5.   | Humanitas              | 40       | 32 | 16 | 8  | 8  | 61 | 50 | +11 |
|  | 6.   | Aurelia Roma           | 36       | 32 | 15 | 6  | 11 | 57 | 46 | +11 |
|  | 7.   | Murialdalbano          | 34       | 32 | 13 | 8  | 11 | 53 | 58 | -5  |
|  | 7.   | Ing. Fiorentini e C.   | 34       | 32 | 11 | 12 | 9  | 58 | 55 | +3  |
|  | 9.   | Giammei Pantanella     | 32       | 32 | 13 | 6  | 13 | 60 | 54 | +6  |
|  | 10.  | Gaeta (-1)             | 31       | 32 | 14 | 4  | 14 | 50 | 57 | -7  |
|  | 10.  | Centocelle             | 31       | 32 | 12 | 7  | 13 | 65 | 61 | +4  |
|  | 12.  | F. Di Biagio Terracina | 29       | 32 | 11 | 7  | 14 | 62 | 60 | +2  |
|  | 13.  | Nettuno                | 24       | 32 | 7  | 10 | 15 | 42 | 67 | -25 |
|  | 13.  | Italia Nova            | 24       | 32 | 8  | 8  | 16 | 45 | 59 | -14 |
|  | 15.  | Cynthia                | 23       | 32 | 7  | 9  | 16 | 29 | 58 | -29 |
|  | 16.  | Trionfalminerva        | 21       | 32 | 7  | 7  | 18 | 39 | 64 | -25 |
|  | 17.  | Ostia Mare (-2)        | 5        | 32 | 1  | 5  | 26 | 26 | 91 | -65 |
|  | ---  | Priverno               | Ritirato |    |    |    |    |    |    |     |

Legenda:

      Promosso in Promozione 1949-1950.
      Ammesso alle finali delle seconde.
      Retrocesso in Seconda Divisione.
      Ritirato dal campionato.
  Non iscritto la stagione successiva.
Regolamento:
Due punti a vittoria, uno a pareggio, zero a sconfitta.
Pari merito in caso di pari punti.
Note:
Gaeta ha scontato 1 punto di penalizzazione in classifica per una rinuncia.
Ostia ha scontato 2 punti di penalizzazione in classifica per due rinunce.
Priverno fallita e radiata dalla Federcalcio.
Differenza di 7 gol nel computo totale reti fatte/subite (928/921)

#### Spareggio qualificazione alle finali delle seconde
|         | Risultati |          | Luogo e data           |
| ------- | --------- | -------- | ---------------------- |
| Romulea | 2-1       | Frascati | Latina, 18 giugno 1950 |
|         |           |          |                        |

## Girone C

### Squadre partecipanti
| Squadra                               | Città (provincia)   | Stagione precedente |
| ------------------------------------- | ------------------- | ------------------- |
| U.S. Alatri                           | Alatri (FR)         |                     |
| S.S. Annunziata                       | Ceccano (FR)        |                     |
| Bravetta                              | Roma                |                     |
| S.S. Cassino                          | Cassino (FR)        |                     |
| A.S. Ceprano                          | Ceprano (FR)        |                     |
| S.S. Cisa Viscosa Libertas            | Roma                |                     |
| U.S. Isola Liri                       | Isola del Liri (FR) |                     |
| G.S. Italcable                        | Roma                |                     |
| U.S. Italcalcio (G.S. Banca d'Italia) | Roma                |                     |
| U.S. Laurentino                       | Roma                |                     |
| G.S. Montecatini                      | Roma                |                     |
| G.S. O.M.I.                           | Roma                |                     |
| A.S. Ostiense                         | Roma                |                     |
| A.S. Pontecorvo                       | Pontecorvo (FR)     |                     |
| G.S. Rinascimento                     | Roma                |                     |
| S.S. Saturnia                         | Atina (FR)          |                     |
| A.S. Sogene                           | Roma                |                     |
| S.S. Vie Nuove-Rinascita              | Roma                |                     |

### Classifica finale
|  | Pos. | Squadra                 | Pt       | G  | V  | N  | P  | GF | GS | DR  |
|  | ---- | ----------------------- | -------- | -- | -- | -- | -- | -- | -- | --- |
|  | 1.   | Sogene                  | 44       | 32 | 19 | 6  | 7  | 78 | 39 | +39 |
|  | 2.   | Italcalcio              | 44       | 32 | 19 | 6  | 7  | 70 | 36 | +34 |
|  | 3.   | Rinascimento            | 43       | 32 | 16 | 11 | 5  | 54 | 37 | +27 |
|  | 4.   | Isola Liri              | 38       | 32 | 15 | 8  | 9  | 68 | 56 | +12 |
|  | 5.   | Ostiense                | 37       | 32 | 14 | 9  | 9  | 61 | 44 | +17 |
|  | 6.   | Ceprano                 | 33       | 32 | 14 | 5  | 13 | 36 | 34 | +2  |
|  | 7.   | Montecatini Roma        | 32       | 32 | 12 | 8  | 12 | 47 | 46 | +1  |
|  | 8.   | Italcable               | 32       | 32 | 12 | 8  | 12 | 44 | 46 | -2  |
|  | 8.   | OMI Roma                | 32       | 32 | 12 | 8  | 12 | 56 | 63 | -7  |
|  | 10.  | Saturnia                | 30       | 32 | 11 | 8  | 13 | 49 | 52 | -3  |
|  | 11.  | Alatri                  | 29       | 32 | 12 | 5  | 15 | 54 | 59 | -5  |
|  | 12.  | Cisa Viscosa Libertas   | 28       | 32 | 9  | 10 | 13 | 45 | 56 | -11 |
|  | 13.  | Cassino                 | 27       | 32 | 10 | 7  | 15 | 43 | 56 | -13 |
|  | 13.  | Bravetta (-1)           | 27       | 32 | 12 | 4  | 16 | 45 | 59 | -14 |
|  | 15.  | Pontecorvo              | 24       | 32 | 9  | 6  | 17 | 42 | 57 | -15 |
|  | 15.  | Laurentino              | 24       | 32 | 9  | 6  | 17 | 29 | 50 | -21 |
|  | 17.  | Annunziata Ceccano (-2) | 13       | 32 | 6  | 3  | 23 | 14 | 73 | -59 |
|  | ---  | Vie Nuove-Rinascita     | Ritirato |    |    |    |    |    |    |     |

Classifica calcolata in base alla situazione alla penultima giornata e ai risultati dell'ultima (manca il risultato di Ostiense-Pontevorvo, vinta dai primi). Nota bene: i totali pubblicati dal quotidiano non quadrano.
Legenda:

      Promosso in Promozione 1949-1950.
      Ammesso alle finali delle seconde.
      Retrocesso in Seconda Divisione.
      Ritirato dal campionato.
  Non iscritto la stagione successiva.
Regolamento:
Due punti a vittoria, uno a pareggio, zero a sconfitta.
Pari merito in caso di pari punti.
Note:
Bravetta ha scontato 1 punto di penalizzazione in classifica per una rinuncia.
Vie Nuove-Rinascita non reiscritta e radiata dai ruoli federali FIGC.

#### Spareggio promozione
|            | Risultati |            | Luogo e data         |
| ---------- | --------- | ---------- | -------------------- |
| Italcalcio | 1-1 (dts) | Sogene     | Roma, 18 giugno 1950 |
| Sogene     | 2-1       | Italcalcio | Roma, 22 giugno 1950 |
|            |           |            |                      |

## Gironi finali

### Finali delle seconde
|  | Pos. | Squadra    | Pt | G | V | N | P | GF | GS | DR |
|  | ---- | ---------- | -- | - | - | - | - | -- | -- | -- |
|  | 1.   | Italcalcio | 4  | 2 | 2 | 0 | 0 | 6  | 4  | +2 |
|  | 2.   | Romulea    | 2  | 2 | 1 | 0 | 1 | 5  | 4  | +1 |
|  | 3.   | ATAC       | 0  | 2 | 0 | 0 | 2 | 5  | 8  | -3 |

Legenda:
      Promosso in Promozione 1950-1951.
Regolamento:
Due punti a vittoria, uno a pareggio, zero a sconfitta.
Risultati
- 29 giugno: Romulea-ATAC 4-2
- 2 luglio: ATAC-Italcalcio 3-4
- 9 luglio: Italcalcio-Romulea 3-2

### Titolo regionale
Risultati
- 29 giugno: Sogene-Fondana 2-1
- 2 luglio: Fondana-Fiamme Azzurre 2-0
- 9 luglio: Fiamme Azzurre-Sogene 3-2
- Sogene ritirata (?)
- Latina, 23 luglio: Fiamme Azzurre-Fondana 5-1

- Fiamme Azzurre campione regionale Laziale di Prima Divisione 1949-1950.

### Giornali
- Archivio della Gazzetta dello Sport, stagione 1949-50, consultabile presso le Biblioteche:
  - Biblioteca Nazionale Braidense di Milano,
  - Biblioteca Nazionale Centrale di Firenze,
  - Biblioteca Nazionale Centrale di Roma,
  - Biblioteca Civica Berio di Genova,
  - e presso Emeroteca del C.O.N.I. di Roma (non è online ma è da consultare in sede).
- Il Corriere dello sport di Roma (edizione di Roma) della stagione 1950-1951 consultabile presso l'Emeroteca del C.O.N.I. di Roma e online a mezzo ricerca avanzata, dal sito coninet.it.

### Libri
- Silvano Casaldi, La Storia del Nettuno Calcio, Cicconi Editore.